# San Giorgio di Lomellina
San Giorgio di Lomellina je italská obec v provincii Pavia v oblasti Lombardie.
K 31. prosinci 2010 zde žilo 1 171 obyvatel.

## Sousední obce
Cergnago, Lomello, Ottobiano, Tromello, Velezzo Lomellina